# Natan (modehuis)
Natan is een Belgisch modehuis van de ontwerper Edouard Vermeulen. Het modehuis is gespecialiseerd in luxekleding en accessoires voor vrouwen. Ontstaan in 1930 te Brussel als Maison de Couture "Paul Natan" en opnieuw gelanceerd in 1983. Vandaag heeft Natan zeven eigen winkels en wordt het merk wereldwijd verdeeld. Natan staat voor vrouwelijkheid, kleuren en minimalistische ontwerpen. Daarnaast is Vermeulen vooral bekend als de "couturier van de koninginnen".

## Geschiedenis
In 1930 werd Maison de Couture Paul Natan opgericht. In 1983 huurde Edouard Vermeulen, toen nog decorateur, een ruimte in het pand op de avenue Louise. Toen Maison de Couture Paul Natan failliet ging, zag Edouard Vermeulen de opportuniteit om de hele ruimte te benutten om zijn interieurstukken tentoon te stellen. De vraag naar couture-kleding bleef bestaan en aldus ontwierp Edouard Vermeulen enkele stukken. De bal ging aan het rollen en zo ging Edouard Vermeulen zich focussen op fashion en niet langer op interieur.
Een aantal jaar later, in 1986, werd Edouard Vermeulen uitgenodigd om een defilé te organiseren voor een liefdadigheidsorganisatie. De voorzitster van die liefdadigheidsorganisatie was Koningin Paola. Op de avond van de defilé bleek dat zij ook aanwezig ging zijn. Haar aanwezigheid heeft enorm veel persaandacht teweeg gebracht. Zo werd Edouard Vermeulen bekend voor het grotere publiek.
Het succes van Natan bereikt een hoogtepunt bij het huwelijk van Koning Filip en Koningin Mathilde. In 1999 kreeg Edouard Vermeulen de opdracht om de trouwjurk van Koningin Mathilde te ontwerpen. Aangezien Koningin Mathilde in de winter trouwde, droeg ze boven haar trouwjurk een jasje met lange mouwen. Bovendien had ze een sleep van 5 meter. Door zijn bewezen diensten aan het Belgische koningshuis, krijgt Edouard Vermeulen de titel van hofleverancier van het Belgische koningshuis. Koningin Mathilde kreeg hier kritiek op. Behalve voor het Belgische koningshuis, ontwerpt Edouard Vermeulen ook kleding voor de koningshuizen van Nederland, Zweden, Luxemburg.
Anno 2020 heeft het modehuis winkels in Antwerpen, Gent, Knokke, Roeselare en Brussel. Sinds 2016 heeft het modehuis ook hun eerste winkel in Amsterdam. En op 20 januari 2020 opende Natan een vestiging aan de Rue des Saints-Pères 71 te Parijs.

## Natan Collective
Natan Collective is een project waarbij Natan jong Belgisch talent steunt. Dit project ging van start in 2017 en bestaat reeds uit drie edities.
Met Natan Collective part I, ging Natan een creatieve samenwerking aan met vier jonge Belgische designers. Deze waren Façon Jacmin, Valentine Witmeur, Goia Seghers en Dcember. Samen met de jonge en getalenteerde designers lanceerde Natan een capsule collectie die te koop was in de Natan winkel te Brussel.
De tweede editie, Natan Collective part II, kregen vijf Belgische juwelen designers de kans om hun juwelencollectie voor te stellen in de Natan winkel te Brussel. De artiesten die de opportuniteit kregen om hun collectie voor te stellen waren Espèces, Christa Reniers, Wouters & Hendrix, Joy en Axelle Delhaye.
Voor Natan Collective part III werden jonge Belgische fotografen in de kijker gezet. Zeven getalenteerde fotografen werden geselecteerd door Edouard Vermeulen en kregen de opdracht om de beste foto te nemen met éénzelfde Couture stuk. Deze fotografen waren Lennert Madou, Victor Pattyn, Eva Donckers, Elien Jansen, Damon De Backer, Tiny Geeroms en Yaqine Hamzaoui. Hun foto's werden tentoongesteld in de Natan winkel te Brussel.

## Atelier II
Natan opende in 2018 Atelier II op het Georges Brugmannplein te Brussel. Vermeulen creëerde dit atelier ter ere van de ambacht van het maatwerk. Klanten krijgen hier een kijkje achter de coulissen van de Belgische couture.

## The Artist Studio
Edouard Vermeulen houdt ervan om Belgisch talent te steunen. Dit deed hij eerst met Natan Collective, later met The Artist Studio. Bovendien is Edouard Vermeulen erg geïnteresseerd in kunst. In The Artist Studio krijgen artiesten de kans om een uniek werk te creëren voor Natan. The Artist Studio bevindt zich in de Natan winkel in Brussel, waar klanten de kunstenaar ook live aan het werk kunnen zien. Nadat het werk finaal is, wordt het werk tentoongesteld.
Verscheidene artiesten hebben reeds de kans gekregen om een werk te maken. Zo versierde Denis Meyers een handtas van Natan en beschilderde Pablo Piatti een aantal Natan stuks. De laatste artiest, Jurgen Ots maakte gedurende 2 weken zijn oeuvre in The Artist Studio, waarna het werd voorgesteld tijdens Art Brussels.